# Henri Gervex
Henri Gervex (10. prosince 1852 – 7. června 1929) byl francouzský malíř, hlavní představitel Akademismu.
Je pochován na pařížském hřbitově Père-Lachaise.

## Tvorba
Gervex studoval u Alexandra Cabanela a maloval především konvenčně líbivé portréty a akty, držící se přísně modelu. Na portrétech jej zajímala elegance, nikoli psychologie.Také maloval různé skupinové výjevy, ovlivněné Edgarem Degasem a akademisty. Z oficiálních zakázek lze uvést malby ve foyeru Komické opery v Paříži.

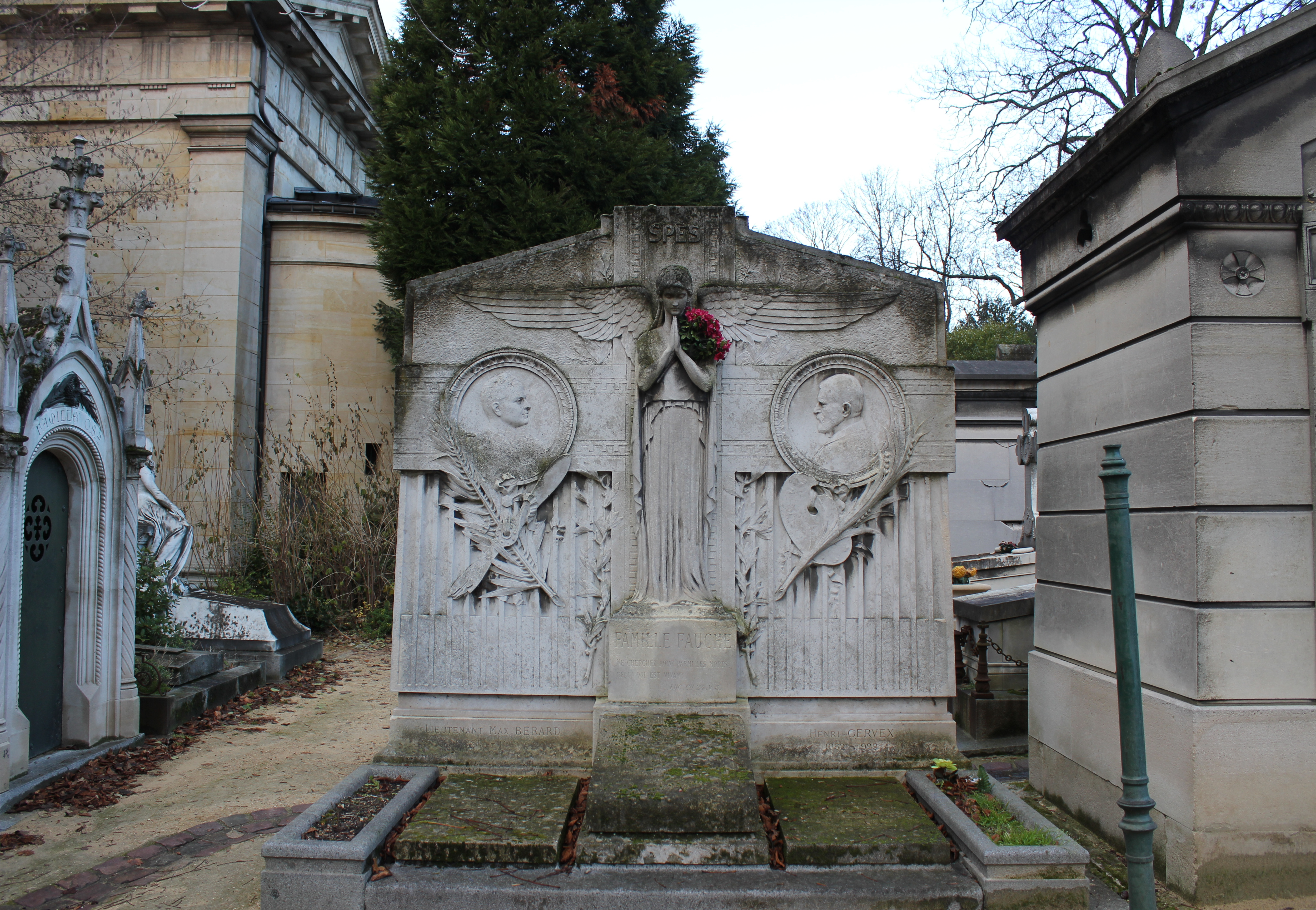
Jeho hrob v Paříži (Père-Lachaise).

## Díla
- Rolla, 1878 olej na plátně, Bordeaux
- Madame Valtesse de La Bigne, 1889

## Fotogalerie

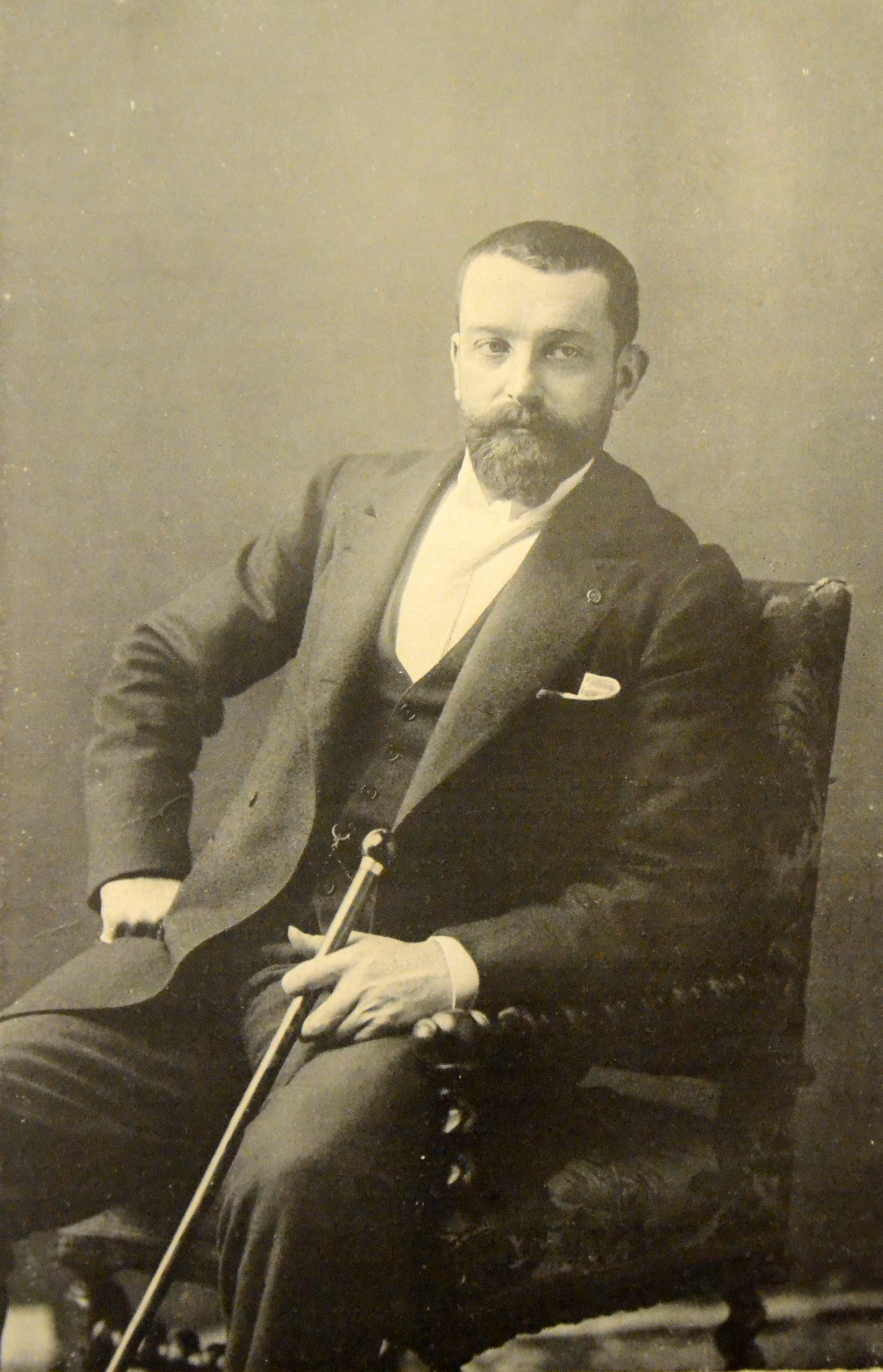
Henri Gervex
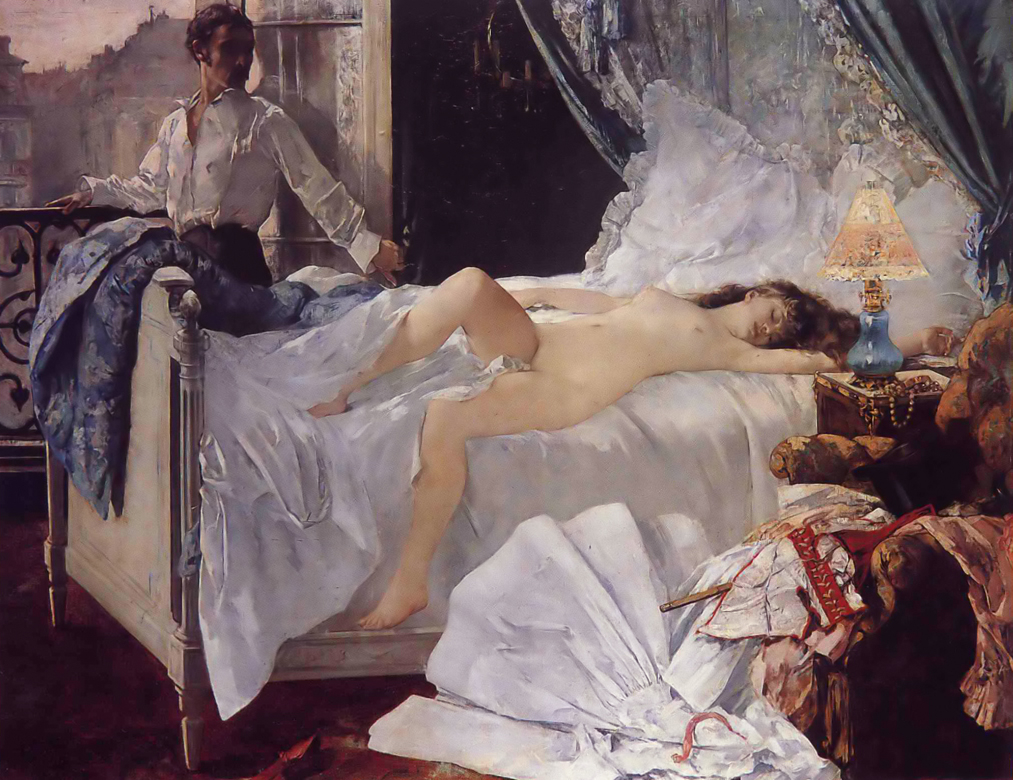
Rolla
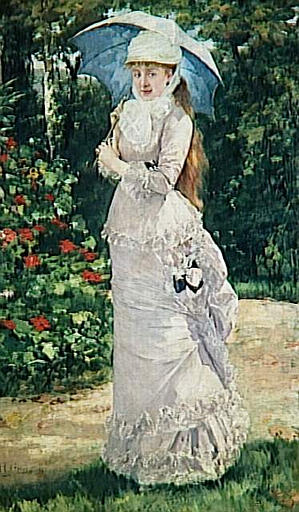
Valtesse de La Bigne (1859-1910), Musée d'Orsay (Paříž)